# Haploglenius reticulatus
Haploglenius reticulatus är en insektsart som beskrevs av Navás 1923. Haploglenius reticulatus ingår i släktet Haploglenius och familjen fjärilsländor. Inga underarter finns listade i Catalogue of Life.